# Australia Cup 2024
La Australia Cup 2024 è stata l'11ª edizione della coppa nazionale australiana di calcio. La competizione è iniziata il 30 luglio 2024 (con i turni preliminari iniziati il 9 febbraio) ed è terminata il 29 settembre con la finale. La vincitrice ottiene la qualificazione alla AFC Champions League Two 2025-2026.
Il Sydney FC era la squadra campione in carica. Il titolo è stato vinto dal Macarthur FC per la seconda volta nella sua storia.

## Squadre partecipanti
Alla fase finale della competizione partecipano 32 squadre: le 10 partecipanti alla A-League e 22 squadre provenienti dalle serie inferiori e vincitrici dei turni preliminari.
| A-League | Livello 2 | Livello 4          |
| - Adelaide Utd - C.C. Mariners - Macarthur FC - Melbourne City - Melbourne Victory - Newcastle Jets - Perth Glory - Sydney FC - Wellington Phoenix - Western Sydney | - APIA Leichhardt - Blacktown City - Brisbane City - Campbelltown City - Darwin Hearts - Edgeworth - Glenorchy Knights - Heidelberg Utd - Hume City - Lambton Jaffas - Modbury Jets - Moreton City Excelsior - NWS Spirit - Oakleigh Cannons - O'Connor Knights - Olympic FC - Olympic Kingsway - Perth RedStar - Queensland Lions - Rockdale Ilinden - South Melbourne | - Melbourne Srbija |

## Calendario
Per la prima volta nella storia della competizione i sorteggi per ottavi di finale, quarti e semifinali sono uniti.
| Turno                | Date                        | Numero di incontri | Numero di squadre |
| -------------------- | --------------------------- | ------------------ | ----------------- |
| Turni preliminari    | 9 febbraio - 24 luglio 2024 | 737                | 737 → 32          |
| Sedicesimi di finale | 30 luglio - 7 agosto 2024   | 16                 | 32 → 16           |
| Ottavi di finale     | 24-28 agosto 2024           | 8                  | 16 → 8            |
| Quarti di finale     | 11-15 settembre 2024        | 4                  | 8 → 4             |
| Semifinali           | 21-22 settembre 2024        | 2                  | 4 → 2             |
| Finale               | 5 ottobre 2024              | 1                  | 2 → 1             |

## Turni preliminari
I 22 slot riservati alle squadre delle serie inferiori sono assegnati tramite otto turni preliminari, ai quali partecipano un totale di 737 squadre.
| Federazione regionale       | Competizione                    | Qualificate ai sedicesimi |
| --------------------------- | ------------------------------- | ------------------------- |
| FFA                         | A-League                        | 10                        |
| Capital Football            | Capital Football Federation Cup | 1                         |
| Football NSW                | Waratah Cup                     | 4                         |
| Northern NSW                | NNSWF State Cup                 | 2                         |
| Football Northern Territory | NT FFA Cup                      | 1                         |
| Football Queensland         | Kappa Queensland Cup            | 4                         |
| Football South Australia    | SA Federation Cup               | 2                         |
| Football Tasmania           | Milan Lakoseljac Cup            | 1                         |
| Football Victoria           | Dockerty Cup                    | 5                         |
| Football West               | State Cup                       | 2                         |

## Sedicesimi di finale
Il sorteggio per i sedicesimi di finale si è tenuto il 19 giugno 2024. La squadra della divisione più bassa è il Melbourne Srbija, unico club di quarta divisione presente in questa fase.
| Squadra 1              | Risultato       | Squadra 2          |
| ---------------------- | --------------- | ------------------ |
| 30 luglio 2024         |                 |                    |
| Moreton City Excelsior | 5 - 1           | Campbelltown City  |
| Oakleigh Cannons       | 3 - 1           | Sydney FC          |
| O'Connor Knights       | 1 - 2           | Macarthur          |
| Darwin Hearts          | 0 - 6           | Hume City          |
| 31 luglio 2024         |                 |                    |
| Blacktown City         | 2 - 3 (dts)     | Adelaide Utd       |
| Brisbane City          | 1 - 2           | Western Sydney     |
| Rockdale Ilinden       | 1 - 2           | Newcastle Jets     |
| Perth RedStar          | 1 - 4           | Queensland Lions   |
| 3 agosto 2024          |                 |                    |
| Lambton Jaffas         | 5 - 4 (dts)     | Melbourne Victory  |
| 6 agosto 2024          |                 |                    |
| South Melbourne        | 1 - 0           | Wellington Phoenix |
| Melbourne Srbija       | 1 - 1 (4-1 dtr) | Modbury Jets       |
| Olympic Kingsway       | 4 - 1           | Edgeworth          |
| 7 agosto 2024          |                 |                    |
| Heidelberg Utd         | 3 - 1 (dts)     | C.C. Mariners      |
| NWS Spirit             | 3 - 0           | Glenorchy Knights  |
| Olympic FC             | 1 - 0 (dts)     | APIA Leichhardt    |

## Ottavi di finale
Il sorteggio degli ottavi di finale e dei turni rimanenti si è tenuto il 7 agosto.
| Squadra 1              | Risultato       | Squadra 2         |
| ---------------------- | --------------- | ----------------- |
| 25 agosto 2024         |                 |                   |
| Newcastle Jets         | 3 - 4           | Macarthur         |
| South Melbourne        | 3 - 2 (dts)     | Olympic FC        |
| 27 agosto 2024         |                 |                   |
| Hume City              | 1 - 0           | Melbourne Srbija  |
| Queensland Lions       | 0 - 4           | Western Sydney    |
| Olympic Kingsway       | 0 - 4           | Adelaide Utd      |
| 28 agosto 2024         |                 |                   |
| NWS Spirit             | 0 - 4           | Melbourne Victory |
| Oakleigh Cannons       | 1 - 1 (4-1 dtr) | Heidelberg Utd    |
| Moreton City Excelsior | 3 - 2           | Perth Glory       |

## Quarti di finale
| Squadra 1              | Risultato   | Squadra 2         |
| ---------------------- | ----------- | ----------------- |
| 11 settembre 2024      |             |                   |
| Hume City              | 2 - 3 (dts) | South Melbourne   |
| 12 settembre 2024      |             |                   |
| Adelaide Utd           | 2 - 1 (dts) | Western Sydney    |
| 14 settembre 2024      |             |                   |
| Oakleigh Cannons       | 0 - 1       | Macarthur         |
| Moreton City Excelsior | 0 - 4       | Melbourne Victory |

## Semifinali
| Squadra 1         | Risultato | Squadra 2    |
| ----------------- | --------- | ------------ |
| 21 settembre 2024 |           |              |
| Melbourne Victory | 1 - 0     | Adelaide Utd |
| 22 settembre 2024 |           |              |
| South Melbourne   | 0 - 1     | Macarthur    |

## Finale
| Arbitro: | Barreiro |

|  |           |             |
|  | Marcatori | 58’ Jakoliš |